# Vaso di Uruk
Il vaso di Uruk (detto anche vaso di Warka) è un sottile vaso di alabastro scolpito, rinvenuto fra le rovine del complesso del tempio della dea sumera Inanna dell'antica città di Uruk,  nell'Iraq meridionale. La sua eccezionalità è dovuta — come la "mangiatoia di Uruk" e la tavoletta di Narmer egizia —  al fatto di essere una delle prime opere note di scultura in rilievo raffigurante una sorta di narrativa; è datata circa al 3200-3000 a.C. Di contro, sculture semplici sono note anche da periodi di molto precedenti, ad esempio dal sito di Göbekli Tepe, risalente al 9000 a.C. circa.

## Descrizione
La decorazione del vaso è suddivisa in quattro ordini distinti i cui rilievi si svolgono dal basso verso l'alto.

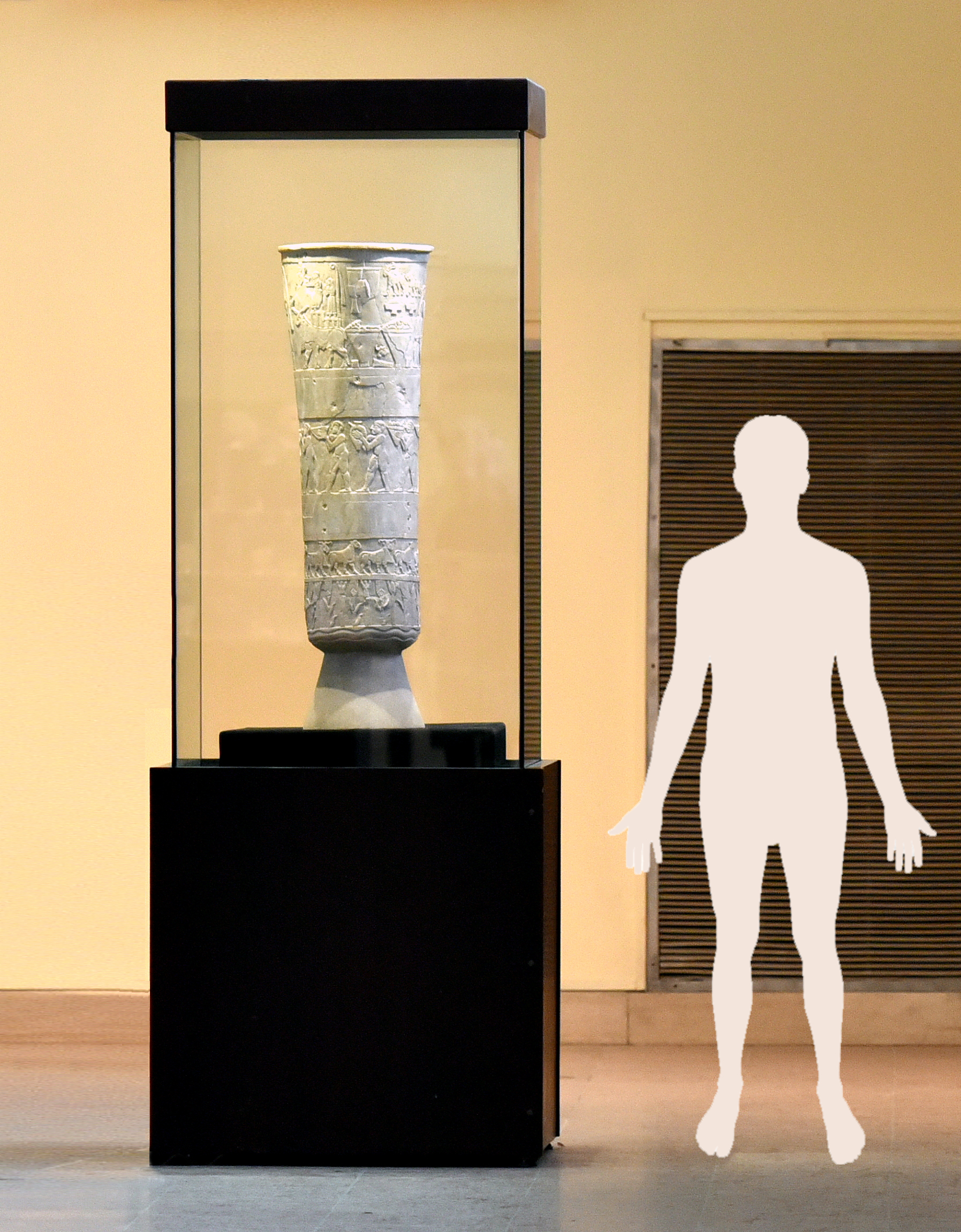
Vaso di Warka con una sagoma umana affiancata.

Il registro di fondo raffigura la vegetazione del delta del Tigri e dell'Eufrate, con i suoi canneti e le coltivazioni di grano. Gli elementi naturalistici di questa parte inferiore del vaso illustrano la presenza d'acqua e piante, palma da datteri, l'orzo e il grano. Al di sopra di questa vegetazione arieti e pecore si alternano mentre marciano in corteo, su una fila, presentati di profilo. La processione prosegue nel secondo registro, al centro, vi sono uomini nudi che trasportano coppe e ceste di offerte alimentari.  Nella parte alta, infine,  la processione si conclude nell'area del tempio dove è raffigurata la dea Inanna che accetta l'offerta votiva. Inanna attende le offerte davanti ad un cancello (identificabile da due fasci di canna decorati con stendardi pendenti), nel suo santuario col magazzino riccamente riempito. Una figura nuda le offre una ciotola di frutta e grano. Il lugal di Uruk, vestito con una stoffa cerimoniale arrotolata intorno alla vita e una lunga cintura, è alla guida della processione e sta di fronte alla dea. Questa scena potrebbe illustrare il matrimonio rituale tra la dea e Dumuzi, il suo consorte che assicura la continua vitalità di Uruk. La raffigurazione sul vaso illustra una porzione della visione della natura secondo i Sumeri, che, secondo l'antropologa Susan Pollock, mostra come le gerarchie sociali e naturali fossero molto probabilmente tra loro simili nell'antica Mesopotamia.
La tematica iconografica del vaso è comune al periodo di Uruk III (chiamato anche periodo di Gemdet Nasr). Altri manufatti sono decorati con scene di offerte agli dei contenute in vasi; un sigillo cilindrico riporta, ad esempio, un dignitario seguito da altri uomini che offre una capra alla divinità e i vasi sul sigillo hanno fattezze simili a quelli rappresentati sul vaso di Uruk, così come le corna di una capra ricordano quelle rappresentate sulla stele degli avvoltoi. Allo stesso modo, figure maschili nude sono rappresentate su sigilli dello stesso periodo mentre stanno compiendo ogni sorta di attività.
L'atto di offrire prodotti del raccolto alla dea (o a una sua sacerdotessa, come è stato a volte ipotizzato), documenta, sul vaso di Uruk, l'esistenza di rituali di ringraziamento alla dea, fonte di abbondanza. I frutti del raccolto precedente sono portati alla dea per affermare la gratitudine del suo popolo in un ciclo di donazioni reciproco, anticipando le elargizioni divine per l'anno successivo. Simili cerimonie sono state riscontrate nell'antico mondo mesopotamico, come più tardi, in periodo sargonide, nel festival di Enlil dove le ricche offerte testimoniavano della fertilità del passato anno e anticipavano quella della stagione a venire.

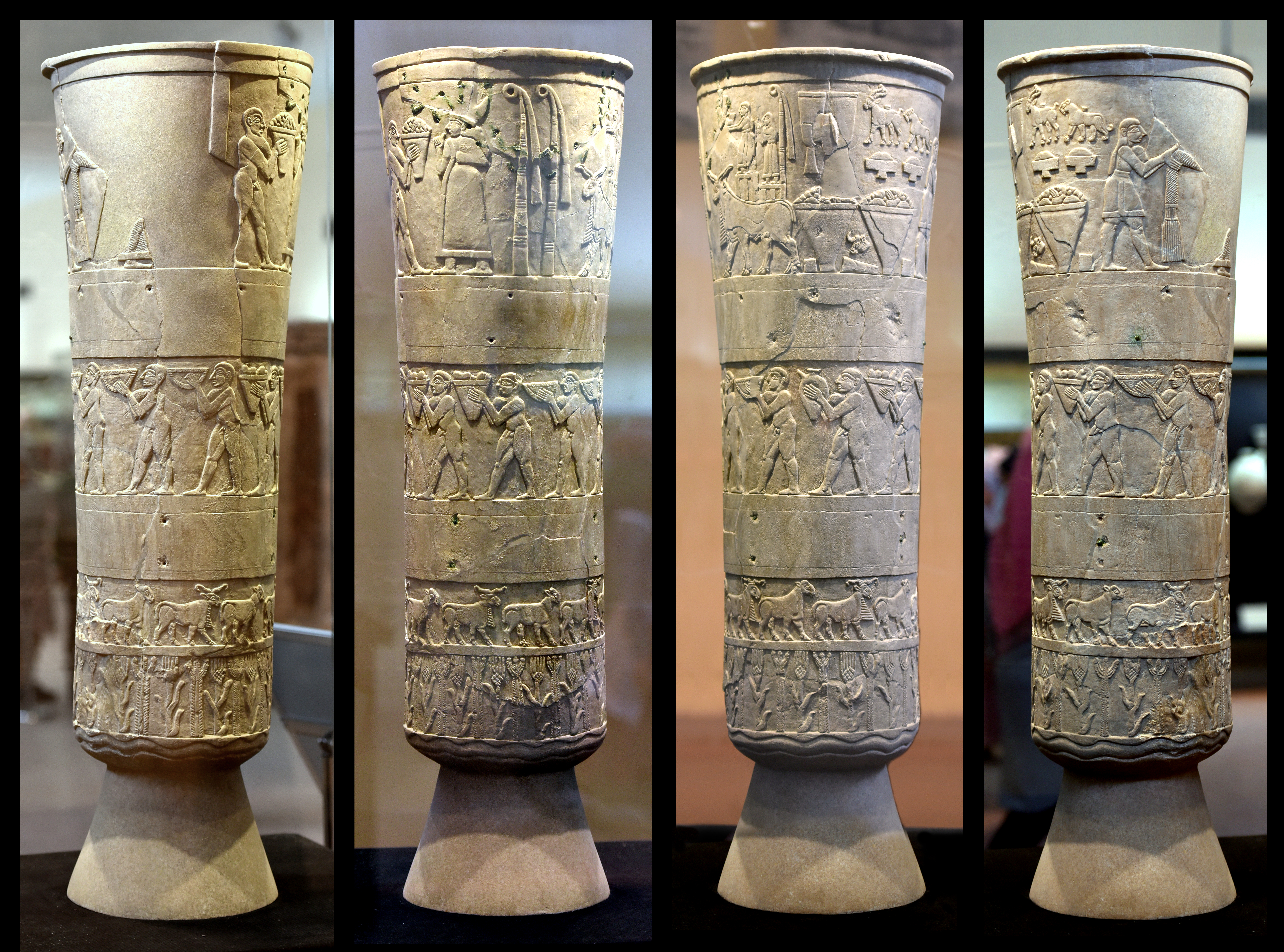
Vista del vaso di Warka a 360º

## Scoperta
Il vaso fu scoperto in frammenti dagli assiriologi tedeschi durante la loro sesta stagione di scavi a Uruk nel 1933/1934. Il ritrovamento è stato registrato col numero W14873 nel quaderno di scavo della spedizione,  che il 2 gennaio 1934 recitava: "Großes Gefäß aus Alabster, ca. 96 cm hoch mit Flachrelief" ("grande contenitore di alabastro, circa 96 cm di altezza con rilievi piatti"). Il vaso, che mostrava segni di un'antica riparazione, era alto circa 1 metro. Altre fonti parlano di un'altezza di 106 cm e con un diametro superiore di 36 cm.
Il vaso prende il suo nome dal moderno villaggio di Warka, nel governatorato di al-Muthanna, sul sito dell'antica Uruk dei Sumeri. Dell'originale è stato realizzato un calco in gesso e questa riproduzione è rimasta per molti decenni nella sala 5 del Vorderasiatisches Museum di Berlino.

## Furto e restauro
Il vaso di Uruk è stato fra le migliaia di manufatti saccheggiati dal Museo nazionale iracheno durante l'invasione dell'Iraq del 2003. Nell'aprile del 2003 fu strappato con forza dalla base su cui era montato, spezzandosi alla base (il piede del vaso rimase attaccato alla base della vetrina frantumata).
Il vaso fu successivamente restituito il 12 giugno 2003 da tre uomini non identificati, poco più che ventenni, alla guida di un veicolo Toyota rosso, alle porte del museo.
Dopo la restituzione, il vaso restò spezzato in 14 pezzi e fu annunciato che sarebbe stato restaurato. Un paio di fotografie di confronto, pubblicate dall'Istituto orientale dell'università di Chicago, mostrarono danni significativi alla parte superiore e inferiore dell'artefatto.
Il vaso di Uruk, interamente restaurato, dal 2015 è esposto al museo nazionale iracheno col numero d'inventario IM19606.